# Adam Witkowski (kardiolog)
Adam Ryszard Witkowski (ur. 1 sierpnia 1958 w Poznaniu) – polski kardiolog, profesor nauk medycznych, profesor zwyczajny Narodowego Instytutu Kardiologii Stefana kardynała Wyszyńskiego w Warszawie-Aninie. Prezes Polskiego Towarzystwa Kardiologicznego w kadencji 2019-21. Członek korespondent Polskiej Akademii Nauk od 2020 r.

## Życiorys
I Wydział Lekarski Akademii Medycznej w Warszawie ukończył w 1983. Po studiach został zatrudniony w Instytucie Kardiologii w warszawskim Aninie, gdzie zdobywał kolejne awanse. Posiada specjalizację z chorób wewnętrznych (I stopień – 1986, II stopień – 1990) oraz z kardiologii (1996). Stopień doktorski otrzymał w 1993 broniąc pracy pt. Ocena wpływu przezskórnej angioplastyki wieńcowej na skurcz i rozkurcz lewej komory u chorych po przebytym niepełnościennym zawale serca, przygotowanej pod kierunkiem Witolda Rużyłły.
Habilitował się w 2001 na podstawie oceny dorobku naukowego i publikacji pt. Leczenie choroby niedokrwiennej serca przy pomocy planowej implantacji stentów. Porównanie z zabiegami angioplastyki i z implantacją stentów w trybie pilnym. W warszawskim Instytucie Kardiologii od 2010 pełni funkcję kierownika Kliniki Kardiologii i Angiologii Interwencyjnej oraz kierownika Pracowni Hemodynamicznej. Tytuł naukowy profesora nauk medycznych został mu nadany w 2008. Od 01.2020 członek korespondent Polskiej Akademii Nauk.
Na dorobek naukowy A. Witkowskiego składa się szereg opracowań oryginalnych publikowanych m.in. w czasopismach takich jak „The Lancet”, „Hypertension”, „European Heart Journal”, „American Journal of Cardiology" oraz „Kardiologia Polska”.
W ramach Polskiego Towarzystwa Kardiologicznego pełnił szereg funkcji, w tym przewodniczącego Sekcji Kardiologii Inwazyjnej (2004–2007) oraz przewodniczącego Sekcji Interwencji Sercowo-Naczyniowych (2007–2009). Prezes Polskiego Towarzystwa Kardiologicznego w kadencji 2019-21. Ponadto od 2003 jest członkiem Europejskiego Towarzystwa Kardiologicznego (stąd skrót FESC używany po nazwisku oznaczający po angielsku Fellow of the European Society of Cardiology).